# Sam Lafferty
Sam Lafferty (Hollidaysburg, Pensilvania, 6 de marzo de 1995) es un jugador profesional estadounidense de hockey sobre hielo que se desempeña en la posición de centro en Vancouver Canucks, equipo de la National Hockey League (NHL).

## Carrera
Fue seleccionado en la cuarta ronda en la NHL Entry Draft de 2014. En 2019 hizo su debut profesional con el equipo Pittsburgh Penguins, en el cual jugó tres temporadas (2019-2021), después pasó a Chicago Blackhawks (2021-2022), luego a Toronto Maple Leafs (2022-2023), posteriormente a Vancouver Canucks, donde lleva jugando una temporada.